# 鈴木勝忠
鈴木 勝忠（すずき かつただ、1923年9月15日 - 2012年6月3日）は、日本の日本近世文学研究者、岐阜大学名誉教授。

## 人物
愛知県岡崎市生まれ。1952年東京大学文学部国文科卒。愛知学芸大学講師、岐阜大学助教授、教授。1987年定年退官、名誉教授、中京大学教授。1993年芭蕉祭奨励賞受賞。2000年勲三等旭日中綬章叙勲。没後正四位。
川柳・雑俳研究の第一人者で、『雑俳集成』を24巻のほか多く私家版を刊行した。

## 著書
- 『東海の言葉辞典』泰文堂、1969
- 『俳諧史要』明治書院、1973
- 『川柳・雑俳からみた江戸庶民風俗』雄山閣出版 風俗文化史選書、1978
- 『川柳と雑俳』千人社 歴史選書、1979
- 『岐阜落城軍記と慶長記』中川書房、1981
- 『柄井川柳 無作の指導者』新典社 日本の作家、1982
- 『近世俳諧史の基層 蕉風周辺と雑俳』名古屋大学出版会、1992
- 『江戸上方『艶句』の世界』三樹書房、1996
- 『川柳雑俳江戸庶民の世界』三樹書房、1996
- 『江戸雑俳上方娘の世界』三樹書房、1997

### 編著
- 『未刊江戸座俳論集と研究』編著 未刊国文資料刊行会、1959
- 『江戸座俳諧集』第1-4　校 古典文庫、1967-69
- 『雑俳語辞典』編 東京堂出版、1968
- 「川柳」『日本古典文学全集』小学館、1971
- 『続雑俳語辞典』明治書院、1982
- 『雑俳集成』第1期 全12巻 校訂 東洋書院、1984-87
- 『新日本古典文学大系 72 江戸座点取俳諧集』校注 岩波書店、1993
- 『宝井其角全集』全4巻 石川八朗,今泉準一,波平八郎,古相正美共編 勉誠社、1994
- 『雑俳集成』第2期 全12巻 私家版、1990-93
- 『雑俳集成』第3期 全12巻 私家版、1995-99